# Tomačevica
Tomačevica este o localitate din comuna Komen, Slovenia, cu o populație de 160 de locuitori.